# Pole Position (computerspel)
Pole Position (Japans: ポールポジション; Pōru Pojishon) is een computerspel dat werd ontwikkeld en uitgegeven door Namco. Het spel kwam in 1982 uit als arcadespel. Later volgde er diverse poorts voor de homecomputers. Het spel is een F1-racespel waarbij de speler in een Grand Prix kan racen. Het doel van het spel is een zo hoog mogelijk puntenaantal te behalen.

## Platforms
| Jaar | Platform                                                                        |
| ---- | ------------------------------------------------------------------------------- |
| 1982 | Arcade                                                                          |
| 1983 | Atari 2600, Atari 5200, Atari 8-bit, Commodore 64, Vectrex, VIC-20, ZX Spectrum |
| 1984 | BBC Micro, TI-99/4A                                                             |
| 1988 | DOS                                                                             |

Het spel maakte ook onderdeel uit van de volgende compilatiespellen:
- Namco Museum Advance (2001, Game Boy Advance, Wii U Virtual Console)
- Namco Museum 64 (1999, Dreamcast, Nintendo 64)
- Namco Museum Vol. 1 (1995; PlayStation)
- Namco Museum (2001; PlayStation 2 + GameCube + Xbox)

## Ontvangst
| Beoordeeld door                         | Jaar | Platform     | Score |
| --------------------------------------- | ---- | ------------ | ----- |
| Game Freaks 365                         | 2002 | Atari 2600   | 95%   |
| The Atari Times                         | 2014 | Arcade       | 85%   |
| Your Spectrum                           | 1985 | ZX Spectrum  | 80%   |
| All Game Guide                          | 1998 | Atari 2600   | 80%   |
| Atari Gamer - XL-XE Game Review Edition | 2013 | Atari 8-bit  | 80%   |
| The Video Game Critic                   | 2000 | Atari 5200   | 75%   |
| Zzap!                                   | 1985 | Commodore 64 | 70%   |
| Sinclair User                           | 1985 | ZX Spectrum  | 60%   |
| Power Play                              | 1987 | Atari 8-bit  | 40%   |